# Willi-Graf-Gymnasium (Berlin-Lichterfelde)
Das Willi-Graf-Gymnasium ist ein Gymnasium im Berliner Ortsteil Lichterfelde. Die Schule wurde 1905 als Realprogymnasium zu Lankwitz gegründet und wurde im Laufe ihrer Geschichte mehrmals umbenannt, zuletzt 1990 in Gedenken an den Widerstandskämpfer Willi Graf.
Die Schule bietet einen naturwissenschaftlich-mathematischen (MINT), einen bilingual-spanischen sowie einen literarisch-medialen Zweig an. Aufgrund des zweisprachigen Profils besuchen viele Kinder und Jugendliche aus spanischsprachigen Familien die Schule. Sie ist als MINT-freundliche Schule ausgezeichnet und trägt das Siegel Schule ohne Rassismus – Schule mit Courage.

## Geschichte

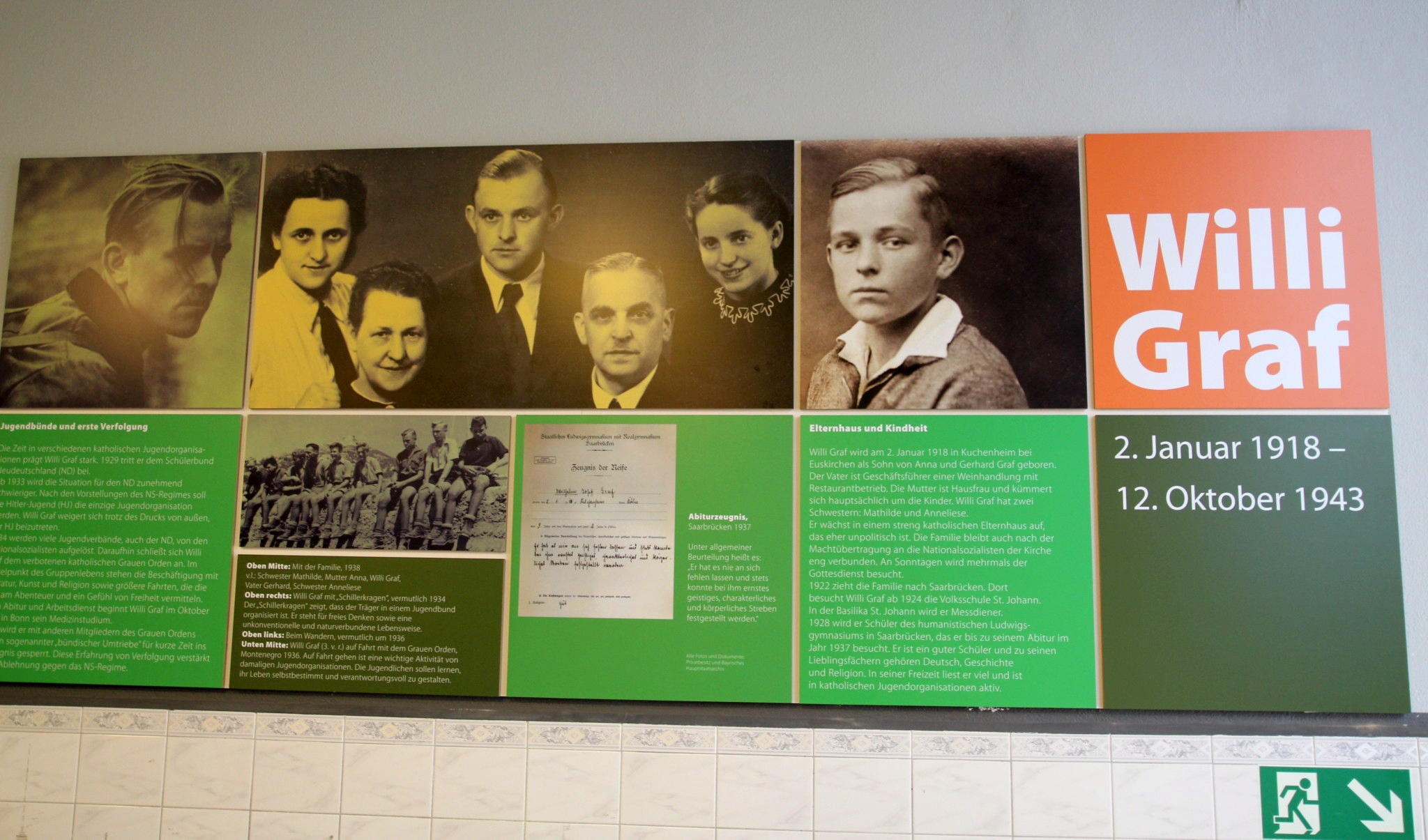
Dauerausstellung zu Willi Graf im Foyer des 1. OG

Nach der Gründung 1905 als Realprogymnasium zu Lankwitz erfolgte im Jahr 1933 die Umbenennung in „Tannenberg-Schule“ in Anlehnung an die Schlacht bei Tannenberg von 1914. Während des Zweiten Weltkriegs wurde das Schulgebäude 1945 stark beschädigt. Der Wiederaufbau fand zwischen 1949 und 1953 statt, sodass der Unterrichtsbetrieb wieder aufgenommen werden konnte.
In den 1980er Jahren entstand eine Diskussion über die Namensgebung der Schule. Am 7. November 1985 sprachen sich 41 von etwa 60 Lehrern für eine Namensänderung aus. Am 25. Februar 1986 beschloss die Schulkonferenz mit 10 zu 2 Stimmen, einen entsprechenden Antrag beim Bezirksamt zu stellen. Nach intensiven Debatten wurde die Schule 1990 in „Willi-Graf-Oberschule“ umbenannt, zu Ehren des Widerstandskämpfers und Mitglieds der Weißen Rose Willi Graf. Später erhielt sie den heutigen Namen „Willi-Graf-Gymnasium“.

## Profile

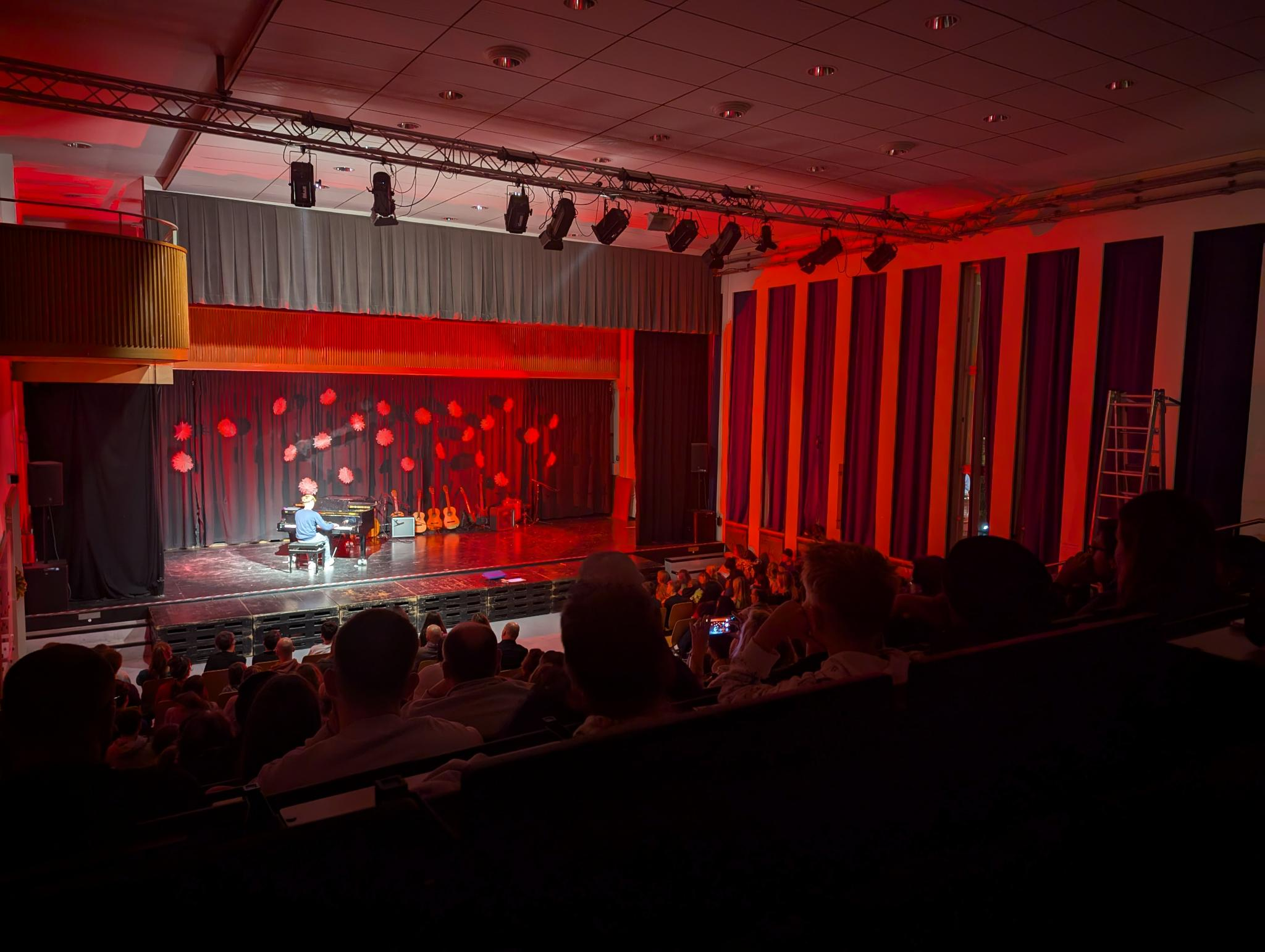
Die Aula des WGG

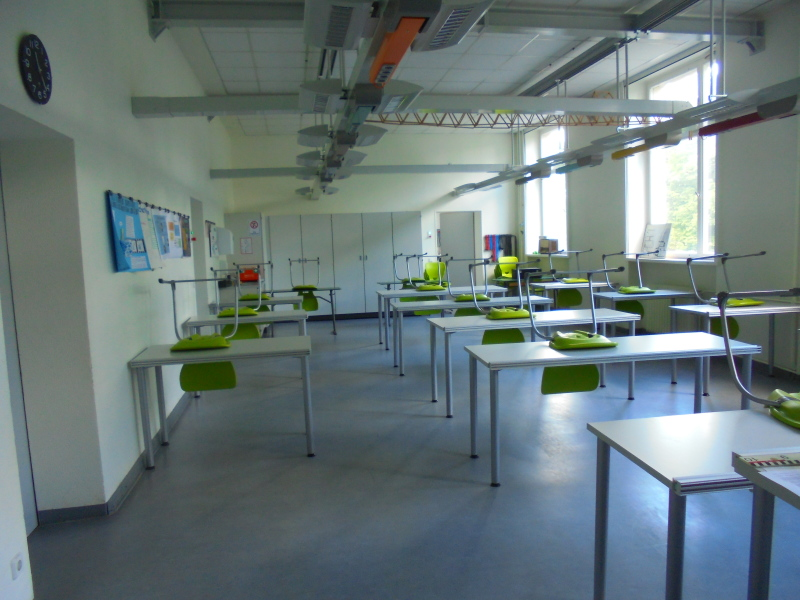
Experimentierraum Physik

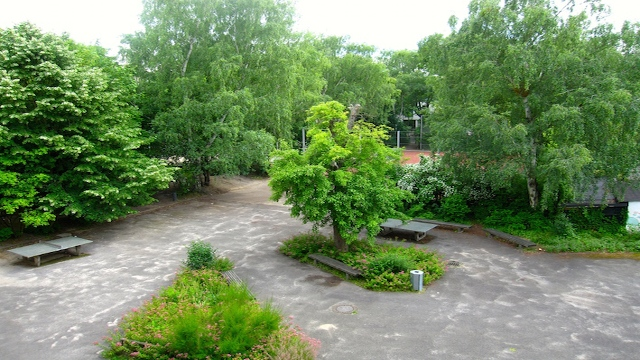
Kleiner Hof

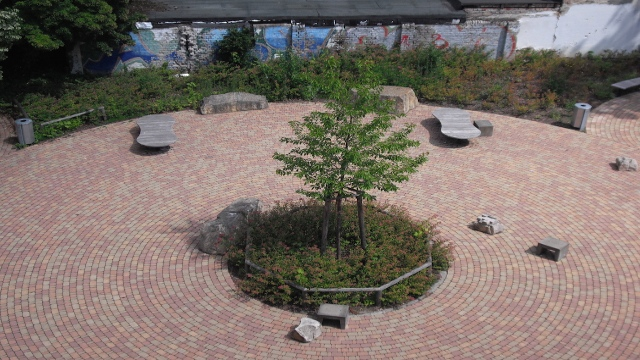
Großer Hof

Alle Schülerinnen und Schüler am Willi-Graf-Gymnasium lernen von Jahrgang 7–10 in einer profilierten Klasse:

### Spanisch Bilingual
Der bilinguale Spanisch-Zweig des Willi-Graf-Gymnasiums bietet Schülern von Klasse 7 bis zum Abitur eine Verbindung von Fremdsprachen- und Sachfachunterricht. In den Klassen 7 und 8 wird mit insgesamt sieben Stunden Spanischunterricht pro Woche die Grundlage für den späteren Unterricht in Sachfächern gelegt.
Ab Klasse 9 wird Geografie auf Spanisch unterrichtet, während in Klasse 10 Ethik und Politische Bildung hinzukommen. In der Oberstufe besuchen die Schüler den Leistungskurs Spanisch und den Grundkurs Politikwissenschaft, beide in spanischer Sprache. Das bilinguale Abitur umfasst Prüfungen in diesen Fächern und wird im Abiturzeugnis gesondert ausgewiesen. Es qualifiziert für ein Studium in der spanischsprachigen Welt.
Das Bili-Programm umfasst auch Sprachreisen, Austauschprojekte mit Schulen in spanischsprachigen Ländern sowie Kooperationen mit spanischsprachigen Institutionen in Berlin.